# Kyrklig samfällighet
En kyrklig samfällighet är inom Evangelisk-lutherska kyrkan i Finland, och tidigare inom Svenska kyrkan i Sverige, ett förhållande mellan två eller fler församlingar som har gått samman inom olika områden såsom ekonomi och förvaltning.

## Sverige
Inom Svenska kyrkan är en kyrklig samfällighet sedan 1 januari 2014 detsamma som ett pastorat.

### Historia
Kyrkliga samfälligheter skapades genom lagen om församlingsstyrelse den 6 juni 1930, som trädde i kraft den 1 januari 1932, och ersatte förordningen den 21 mars 1862 om kyrkostämma samt kyrkoråd och skolråd. På grund av historiska särförhållanden i Göteborg hade en samfällighet dock bildats där redan 1883. Det var Kungl. Maj:t som bestämde om en kyrklig samfällighet skulle skapas, men de föreslagna ingående församlingarna skulle först samtycka till detta, eller så skulle det föreligga ett allmänt betydande behov för att församlingen skulle ingå i en kyrklig samfällighet. Kungl. Maj:t bestämde också formerna för den kyrkliga samfällighetens verksamhet.
Genom lagen om församlingsstyrelse den 6 juni 1930 skulle varje territoriell församling ha ansvar för sina kyrkliga angelägenheter samt folkskolan och fortsättningsskolan. Två eller fler församlingar, eller delar av skilda församlingar, kunde dock förenas i kyrkliga samfälligheter för att ansvara för de kyrkliga angelägenheterna, vilka kunde vara:
- församlingsvården
- folkskoleundervisningen
- fortsättningsskoleundervisningen
- tillsättande och avskedande av kyrkobetjänte
- tillsättande och avskedande av lärare vid folkskole- eller fortsättningsskoleundervisningen
- prästerskapets, kyrkobetjäntes och skollärares löneförmåner
- kyrkomedels användande
- hushållning och vård av kyrkans egendom samt församlingens egendom som användes i skolundervisning
- byggnad och underhåll av kyrka, församlingshus, skolhus samt boställen för prästerskap, kyrkobetjänte och skollärare
- avgifter till kyrka och skola
- upprättande och underhåll av till församlingen hörande folkbibliotek samt lokal och ansvar över avgifter för biblioteket.

#### Före 2014
Det moderna begreppet kyrklig samfällighet avsåg en administrativ enhet som ansvarade för två eller fler församlingars
- gemensamma förvaltning (ekonomiadministration, personaladministration och övrig gemensam administration),
- fastighetsförvaltning och
- kyrkogårdsförvaltning (begravnings- och serviceverksamhet).

Den kyrkliga samfälligheten var dessutom arbetsgivare för alla dess och de ingående församlingarnas anställda.
En kyrklig samfällighet styrdes av ett samfällt kyrkofullmäktige som utsetts i direkta kyrkliga val. Samfällda kyrkofullmäktige valde i sin tur en kyrkonämnd, som var samfällighetens styrelse.

#### Olika typer av samfälligheter
Den enklaste och vanligaste formen var enpastoratssamfälligheten, en kyrklig samfällighet bestående av ett flerförsamlingspastorat (ett pastorat vari två eller fler församlingar ingår). I en enpastoratssamfällighet fanns endast en kyrkoherde, som var ledamot i såväl kyrkonämnden som i de ingående församlingarnas kyrkoråd.
En något mer komplicerad form var flerpastoratssamfälligheten, där flera pastorat ingick. I en flerpastoratssamfällighet fanns flera kyrkoherdar, som bland sig utsåg en kyrkoherde som skulle vara ledamot av kyrkonämnden. I de i samfälligheten ingående församlingarna var respektive pastorats kyrkoherde ledamot i respektive församlings kyrkoråd. Ofta följde samfälligheterna kommungränserna, men samfälligheter kunde bestå av pastorat i olika kommuner.
Flerpastoratssamfälligheterna upphörde efter den 31 december 2013. Därefter kan flera församlingar samverka inom ett pastorat, som då utgör en kyrklig samfällighet.

#### Andra direkta val inom kyrklig samfällighet
Till alla församlingar i en kyrklig samfällighet valdes även ett kyrkofullmäktige genom direkta kyrkliga val. Dock kunde en församling som ingick i en kyrklig samfällighet ha ett direktvalt kyrkoråd istället för kyrkofullmäktige .
Om församlingen hade mindre än 500 medlemmar kunde det istället för kyrkofullmäktige eller ett direktvalt kyrkoråd finnas kyrkostämma, som valde kyrkorådet i församlingen. Den senare möjligheten bortföll dock i och med den mandatperiod till vilken val förrättades den 20 september 2009.

## Finland
Alla territoriella lutherska församling inom samma kommuns område skall höra till samma kyrkliga samfällighet. Församlingar på flera kommuners områden kan också bilda frivilliga kyrkliga samfälligheter. Några sådana frivilliga samfälligheter är Åbo och S:t Karins kyrkliga samfällighet, vilken omfattar S:t Karins och Åbo och Pedersörenejdens kyrkliga samfällighet, vilken omfattar Jakobstad och Pedersöre. De enda lutherska församlingar som hittills inte måste höra till en samfällighet är icke-territoriella rikssvenska Olaus Petri församling och Tyska församlingen, båda med huvudort i Helsingfors.
En samfällighet sorterar under ett av kyrkans stift. Det stiftets biskop inviger exempelvis kyrkorna.

### Uppgift
Samfällighetens uppgifter bestäms av Kyrkolagen och Kyrkoordningen. Samfälligheten äger och sköter fastigheterna, ekonomiförvaltningen, kyrkogårdarna och sköter eventuellt andra uppgifter som man kommit överens om. Sjukhussjälavården, familjerådgivningen och specialverksamhet hör ofta till sådana uppgifter som sköts av samfälligheten.

### Språklig indelning
Församlingarna i kyrkan kan vara antingen finsk-, svenskspråkiga eller tvåspråkiga. De tvåspråkiga församlingarnas majoritetsspråk avgörs av vilket språk de flesta av medlemmarna har. Inom samma samfällighet kan finnas finska, svenska och tvåspråkiga församlingar. De svenska församlingarna hör till Borgå stift och de finska till sitt lokala stift. Vart de tvåspråkiga hör avgörs av majoritetsspråket i församlingen.
Den kyrkliga samfälligheten hör till det stift dit majoriteten av kyrkans medlemmar inom samfälligheten hör. Men en församling på minoritetsspråket hör ändå till sitt eget stift. Är majoriteten svensk hör alltså samfälligheten till Borgå stift. 
En samfällighet är tvåspråkig redan när en enda församling är tvåspråkig, oberoende av hur stor den språkliga minoriteten är.
Den här strukturen har lett till en del märkliga lösningar. Det är samfällighetens och inte församlingens biskop som inviger kyrkorna. Det betyder att en kyrka som används av en språklig minoritet kan komma invigas av "fel" biskop. Det svenskspråkiga Borgå stifts domkyrka hör till en samfällighet med finsk majoritet vilket gör att stiftets domkyrka inte hör till stiftets egen biskop.
Tvåspråkiga samfälligheterna med finsk majoritet (stift inom parentes):
- Borgå kyrkliga samfällighet (Helsingfors stift)
- Esbo kyrkliga samfällighet (Esbo stift)
- Grankulla kyrkliga samfällighet (Esbo stift)
- Hangö kyrkliga samfällighet (Esbo stift)
- Helsingfors kyrkliga samfällighet (Helsingfors stift)
- Karleby kyrkliga samfällighet (Uleåborgs stift)
- Kyrkslätts kyrkliga samfällighet (Esbo stift)
- Lovisanejdens kyrkliga samfällighet (Helsingfors stift)
- Sibbo kyrkliga samfällighet (Helsingfors stift)
- Sjundeå kyrkliga samfällighet (Esbo stift)
- Tammerfors kyrkliga samfällighet (Tammerfors stift)
- Vanda kyrkliga samfällighet (Helsingfors stift)
- Vasa kyrkliga samfällighet (Lappo stift)
- Åbo och S:t Karins kyrkliga samfällighet (Åbo ärkestift)

Tvåspråkiga samfälligheterna med svensk majoritet (hör till Borgå stift):
- Kristinestads kyrkliga samfällighet
- Korsholms kyrkliga samfällighet
- Kronoby kyrkliga samfällighet, upphörde när församlingarna gick samman.
- Malax kyrkliga samfällighet
- Pargas kyrkliga samfällighet
- Pedersörenejdens kyrkliga samfällighet
- Raseborgs kyrkliga samfällighet

### Organisation
Samfälligheten leds av Gemensamma kyrkofullmäktige som väljs genom medlemsval för fyra år i taget. Som styrelsen utser Gemensamma kyrkofullmäktige det Gemensamma kyrkorådet. Det kan finnas direktioner som har rätt fatta beslut inom sin sektor exempelvis familjerådgivningen. Ordförande i Gemensamma kyrkorådet är en av de ordinarie kyrkoherdarna.
Församlingarna som hör till en samfällighet leds av ett församlingsråd. För att betona församlingarnas självständighet i relationen till samfälligheten  utses församlingsråden i Finland genom medlemsval som hålls samtidigt som valen till Gemensamma kyrkofullmäktige. Församlingsråden ansvarar för församlingens verksamhet.

### Uppslagsverk
- Carlquist, Gunnar, red (1947–1955). ”Kyrklig samfällighet”. Svensk uppslagsbok (2:a omarbetade och utvidgade upplagan). Malmö: Baltiska förlaget. sid. 351. Libris 11112. Arkiverad från originalet den 19 augusti 2015. https://web.archive.org/web/20150819210546/http://svenskuppslagsbok.se/scans/band_17/0351_0352-0050.jpg. Läst 17 mars 2016 Arkiverad 19 augusti 2015 hämtat från the Wayback Machine.